# SPIRAL
Pour les articles homonymes, voir Spiral (homonymie).
SPIRAL (Système de Production d'Ions RAdioactifs en Ligne) est une expérience de physique localisée au nord de Caen, sur le site de l'accélérateur d'ions lourds, le GANIL, laboratoire commun CEA-CNRS.
L'expression « ions radioactifs » figurant dans le nom de l'expérience est à rapprocher du terme « ions lourds » choisi pour le nom de l'accélérateur. En effet, on parle d'ion lourd quand le noyau de l'atome dépasse une certaine taille (nombre de nucléons, masse) au-delà de laquelle il est presque toujours instable et donc radioactif. De par leur instabilité, ces noyaux sont rares dans la nature, peu connus et donc intéressants pour la science.
L'expérience SPIRAL a débuté en 2001, puis a connu une importante évolution. « SPIRAL 1 » (ou « I ») désigne l'expérience initiale et « SPIRAL2 » (ou « II ») son successeur.

## SPIRAL 2
Spiral 2 est composé de :
- LinAc : Linear Accelerator : Accélérateur linéaire de faisceau d'ions stable qui seront précipités sur différentes cibles
- NFS : Neutrons For Science : Salle d'exploitation des faisceaux de neutrons
- S³ : Super-Séparateur Spectromètre : Salle de production et d'étude de nouveaux éléments super-lourds
- DESIR : Désintégration, excitation et stockage d'ions radioactifs : Installation pour l'étude des noyaux exotiques à très basse énergie
- CIME : Cyclotron pour ions de moyenne énergie : Accélérateur pour l'étude des noyaux exotiques à basse énergie

Cette installation sera consacrée à la physique des noyaux exotiques : produire des noyaux absents sur notre planète, mais présents dans le cosmos et les étudier (soit environ 4 000 à 6 000 par rapport au 2 000 éléments actuellement connus).
Le LinAc délivre un faisceau d'ions deutérium accéléré à très haute énergie et sont précipités sur une cible en carbone (afin de produire plus de 10¹⁴ neutrons par seconde) et précipiter ces derniers sur une cible en uranium qui produira les noyaux exotiques qui seront étudiés dans les différents salles d'expérimentation.